# Liste der Nummer-eins-Hits in den USA (1956)
Dies ist eine Liste der Nummer-eins-Hits in den von Billboard ermittelten Best-Sellers-in-Stores-Charts (Verkaufscharts) in den USA im Jahr 1956. Die Angaben beziehen sich auf die erstmalige Kombination aus Verkaufszahlen sowie Radio- und Musikboxnotierungen zu einer Top 100, die einen Vorläufer zur heute gebräuchlichen Billboard Hot 100 darstellt. In diesem Jahr gab es dreizehn Nummer-eins-Singles und neun Nummer-eins-Alben.

## Singles
| ← 1955 ← | Liste der Nummer-eins-Hits in den USA | Liste der Nummer-eins-Hits in den USA                     | Liste der Nummer-eins-Hits in den USA                                    | 1957 →                    |
| \| Zeitraum \| Wo. ges. \| Interpret \| Titel Autor(en) \| Zusätzliche Informationen \| \| (Zeitraum, Wochen auf Platz eins, Interpret, Titel, Autor[en], zusätzliche Informationen) \| \| \| \| \| \| ----------------------------------------------------------------------------------------- \| -------- \| --------------------------------------------------------- \| --------------------------------------------------------------------------- \| ------------------------- \| \| 26. November 1955 – 13. Januar 1956 7 Wochen (insgesamt 7) \| 7 \| Tennessee Ernie Ford with Jack Fascinato & His Orchestra \| Sixteen Tons[1] Merle Travis \| – \| \| 14. Januar 1956 – 17. Februar 1956 5 Wochen (insgesamt 5) \| 5 \| Dean Martin with Dick Stabile & His Orchestra \| Memories Are Made of This[2] Terry Gilkyson, Richard Dehr, Frank Miller \| – \| \| 18. Februar 1956 – 2. März 1956 2 Wochen (insgesamt 2) \| 2 \| The Platters \| The Great Pretender[3] Buck Ram \| – \| \| 3. März 1956 – 23. März 1956 3 Wochen (insgesamt 3) \| 3 \| Kay Starr with Hugo Winterhalter & His Orchestra & Chorus \| Rock and Roll Waltz[4] Dick Ware, Shorty Allen \| – \| \| 24. März 1956 – 4. Mai 1956 6 Wochen (insgesamt 6) \| 6 \| Les Baxter & His Orchestra & Chorus \| The Poor People of Paris (La goualante du pauvre Jean)[5] Marguerite Monnot \| – \| \| 5. Mai 1956 – 22. Juni 1956 7 Wochen (insgesamt 7) \| 7 \| Elvis Presley \| Heartbreak Hotel[6] Mae Boren Axton, Tommy Durden, Elvis Presley \| – \| \| 23. Juni 1956 – 3. August 1956 6 Wochen (insgesamt 6) \| 6 \| Gogi Grant with Buddy Bregman & His Orchestra \| The Wayward Wind[7] Herb Newman, Stanley Lebowsky \| – \| \| 4. August 1956 – 17. August 1956 2 Wochen (insgesamt 2) \| 2 \| Pat Boone \| I Almost Lost My Mind[8] Ivory Joe Hunter \| – \| \| 18. August 1956 – 14. September 1956 4 Wochen (insgesamt 4) \| 4 \| The Platters \| My Prayer[9] Musik: Georges Boulanger; Text: Jimmy Kennedy \| – \| \| 15. September 1956 – 2. November 1956 7 Wochen (insgesamt 7) \| 7 \| Elvis Presley \| Don’t Be Cruel[10] Otis Blackwell \| – \| \| 3. November 1956 – 23. November 1956 3 Wochen (insgesamt 3) \| 3 \| Jim Lowe with The High Fives \| The Green Door[11] Hutch Davie, Marvin Moore \| – \| \| 24. November 1956 – 7. Dezember 1956 2 Wochen (insgesamt 2) \| 2 \| Elvis Presley \| Love Me Tender[12] Elvis Presley, Vera Matson \| – \| \| 8. Dezember 1956 – 8. Februar 1957 9 Wochen (insgesamt 9) \| 9 \| Guy Mitchell with Ray Conniff & His Orchestra \| Singing the Blues[13] Melvin Endsley \| – \| |                                       |                                                           |                                                                          |                           |
| ← 1955 |                                       |                                                           |                                                                          | → 1957 →                  |
| Zeitraum | Wo. ges.                              | Interpret                                                 | Titel Autor(en)                                                          | Zusätzliche Informationen |
| (Zeitraum, Wochen auf Platz eins, Interpret, Titel, Autor[en], zusätzliche Informationen) |                                       |                                                           |                                                                          |                           |
| 26. November 1955 – 13. Januar 1956 7 Wochen (insgesamt 7) | 7                                     | Tennessee Ernie Ford with Jack Fascinato & His Orchestra  | Sixteen Tons Merle Travis                                                | –                         |
| 14. Januar 1956 – 17. Februar 1956 5 Wochen (insgesamt 5) | 5                                     | Dean Martin with Dick Stabile & His Orchestra             | Memories Are Made of This Terry Gilkyson, Richard Dehr, Frank Miller     | –                         |
| 18. Februar 1956 – 2. März 1956 2 Wochen (insgesamt 2) | 2                                     | The Platters                                              | The Great Pretender Buck Ram                                             | –                         |
| 3. März 1956 – 23. März 1956 3 Wochen (insgesamt 3) | 3                                     | Kay Starr with Hugo Winterhalter & His Orchestra & Chorus | Rock and Roll Waltz Dick Ware, Shorty Allen                              | –                         |
| 24. März 1956 – 4. Mai 1956 6 Wochen (insgesamt 6) | 6                                     | Les Baxter & His Orchestra & Chorus                       | The Poor People of Paris (La goualante du pauvre Jean) Marguerite Monnot | –                         |
| 5. Mai 1956 – 22. Juni 1956 7 Wochen (insgesamt 7) | 7                                     | Elvis Presley                                             | Heartbreak Hotel Mae Boren Axton, Tommy Durden, Elvis Presley            | –                         |
| 23. Juni 1956 – 3. August 1956 6 Wochen (insgesamt 6) | 6                                     | Gogi Grant with Buddy Bregman & His Orchestra             | The Wayward Wind Herb Newman, Stanley Lebowsky                           | –                         |
| 4. August 1956 – 17. August 1956 2 Wochen (insgesamt 2) | 2                                     | Pat Boone                                                 | I Almost Lost My Mind Ivory Joe Hunter                                   | –                         |
| 18. August 1956 – 14. September 1956 4 Wochen (insgesamt 4) | 4                                     | The Platters                                              | My Prayer Musik: Georges Boulanger; Text: Jimmy Kennedy                  | –                         |
| 15. September 1956 – 2. November 1956 7 Wochen (insgesamt 7) | 7                                     | Elvis Presley                                             | Don’t Be Cruel Otis Blackwell                                            | –                         |
| 3. November 1956 – 23. November 1956 3 Wochen (insgesamt 3) | 3                                     | Jim Lowe with The High Fives                              | The Green Door Hutch Davie, Marvin Moore                                 | –                         |
| 24. November 1956 – 7. Dezember 1956 2 Wochen (insgesamt 2) | 2                                     | Elvis Presley                                             | Love Me Tender Elvis Presley, Vera Matson                                | –                         |
| 8. Dezember 1956 – 8. Februar 1957 9 Wochen (insgesamt 9) | 9                                     | Guy Mitchell with Ray Conniff & His Orchestra             | Singing the Blues Melvin Endsley                                         | –                         |

## Alben
| ← 1955 ← | Liste der Nummer-eins-Alben in den USA | Liste der Nummer-eins-Alben in den USA | Liste der Nummer-eins-Alben in den USA | 1957 →                    |
| \| Zeitraum \| Wo. ges. \| Interpret \| Titel \| Zusätzliche Informationen \| \| (Zeitraum, Wochen auf Platz eins, Interpret, Titel, zusätzliche Informationen) \| \| \| \| \| \| ------------------------------------------------------------------------------ \| -------- \| ---------------------------------- \| ----------------------- \| ------------------------- \| \| 31. Dezember 1955 – 27. Januar 1956 4 Wochen (insgesamt 25) \| 25 \| Doris Day \| Love Me or Leave Me[14] \| – \| \| 28. Januar 1956 – 23. März 1956 8 Wochen (insgesamt 8) \| 8 \| Original Motion Picture Soundtrack \| Oklahoma![15] \| – \| \| 24. März 1956 – 4. Mai 1956 6 Wochen (insgesamt 6) \| 6 \| Harry Belafonte \| Belafonte[16] \| – \| \| 5. Mai 1956 – 13. Juli 1956 10 Wochen (insgesamt 10) \| 10 \| Elvis Presley \| Elvis Presley[17] \| – \| \| 14. Juli 1956 – 7. September 1956 8 Wochen (insgesamt 8) \| 8 \| Rex Harrison & Julie Andrews \| My Fair Lady[18] \| – \| \| 8. September 1956 – 5. Oktober 1956 4 Wochen (insgesamt 11) \| 11 \| Harry Belafonte \| Calypso[19] \| – \| \| 6. Oktober 1956 – 19. Oktober 1956 2 Wochen (insgesamt 2) \| 2 \| Original Motion Picture Soundtrack \| The King and I[20] \| – \| \| 20. Oktober 1956 – 7. Dezember 1956 7 Wochen (insgesamt 11) \| 11 \| Harry Belafonte \| Calypso \| – \| \| 8. Dezember 1956 – 28. Dezember 1956 3 Wochen (insgesamt 3) \| 3 \| Elvis Presley \| Elvis[21] \| – \| |                                        |                                        |                                        |                           |
| ← 1955 |                                        |                                        |                                        | → 1957 →                  |
| Zeitraum | Wo. ges.                               | Interpret                              | Titel                                  | Zusätzliche Informationen |
| (Zeitraum, Wochen auf Platz eins, Interpret, Titel, zusätzliche Informationen) |                                        |                                        |                                        |                           |
| 31. Dezember 1955 – 27. Januar 1956 4 Wochen (insgesamt 25) | 25                                     | Doris Day                              | Love Me or Leave Me                    | –                         |
| 28. Januar 1956 – 23. März 1956 8 Wochen (insgesamt 8) | 8                                      | Original Motion Picture Soundtrack     | Oklahoma!                              | –                         |
| 24. März 1956 – 4. Mai 1956 6 Wochen (insgesamt 6) | 6                                      | Harry Belafonte                        | Belafonte                              | –                         |
| 5. Mai 1956 – 13. Juli 1956 10 Wochen (insgesamt 10) | 10                                     | Elvis Presley                          | Elvis Presley                          | –                         |
| 14. Juli 1956 – 7. September 1956 8 Wochen (insgesamt 8) | 8                                      | Rex Harrison & Julie Andrews           | My Fair Lady                           | –                         |
| 8. September 1956 – 5. Oktober 1956 4 Wochen (insgesamt 11) | 11                                     | Harry Belafonte                        | Calypso                                | –                         |
| 6. Oktober 1956 – 19. Oktober 1956 2 Wochen (insgesamt 2) | 2                                      | Original Motion Picture Soundtrack     | The King and I                         | –                         |
| 20. Oktober 1956 – 7. Dezember 1956 7 Wochen (insgesamt 11) | 11                                     | Harry Belafonte                        | Calypso                                | –                         |
| 8. Dezember 1956 – 28. Dezember 1956 3 Wochen (insgesamt 3) | 3                                      | Elvis Presley                          | Elvis                                  | –                         |